# Barrage d'Aslantaş
Le barrage d'Aslantaş (en turc Aslantaş barajı) est un barrage en Turquie.

## Sources
- (en) www.dsi.gov.tr/tricold/aslantas.htm Site de l'agence gouvernementale turque des travaux hydrauliques